# خط‌خطی‌ها
خط‌خطی‌ها (نام علمی: Scomber) نام یک سرده از تبار خال‌خالی‌های اصلی است.